# 철화백자

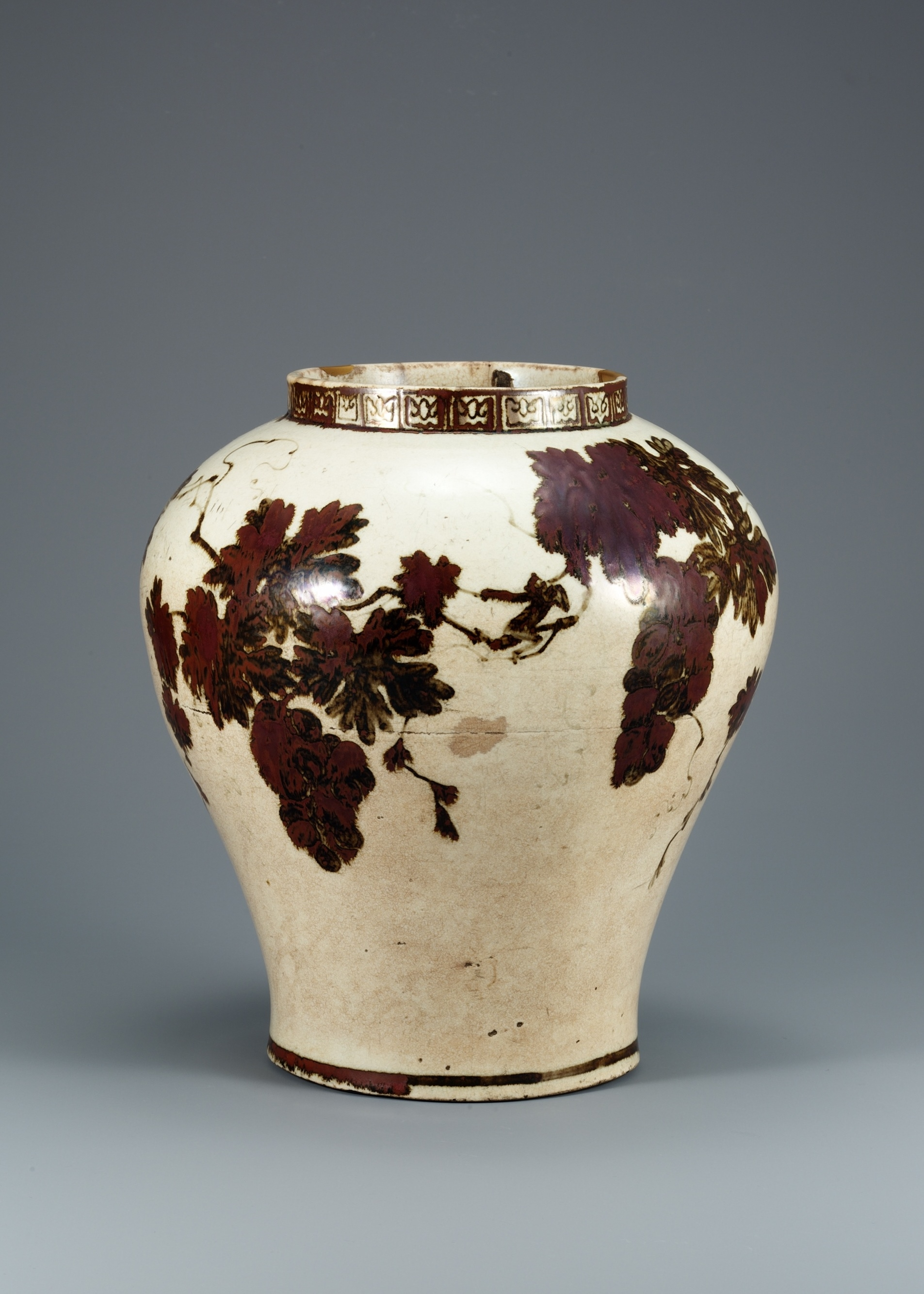
철화백자

철화백자(鐵華白瓷)는 철 성분의 철화문 안료로 무늬를 입힌 백자다